# Obuća
Obuća je pokrivalo za noge, koje se nosi radi zaštite nogu i u modne svrhe.
Većina obuće sastoji se od gornjeg dijela ili gornjišta (vanjska strana pričvršćena na potplat), od unutarnjeg dijela ili podstave i donjeg dijela ili potplata. Ženska obuća često ima visoku petu. Većina obuće veže se pomoću vezica, a neke imaju patent s čičkom. Obuća se izrađuje u različitim veličinama i brojevima.
Siromašni ljudi u državama trećeg svijeta često ne nose obuću. Ponekad se obuća ne nosi i zbog vjerskih razloga npr. pri ulasku u neke hramove. Čarape se obično nose unutar obuće, kako ljudi ne bi bosi hodali. Iznimka su sandale, japanke i sl. Obrtnici koji izrađuju i popravljaju obuću zovu se postolari.
Najstarija obuća otkrivena je u spilji Fort Rock Cave u američkoj saveznoj državi Oregon. Radiokarbonsko datiranje ovih sandala od tkanog materijala ukazuje dob od najmanje 10 000 godina. Međutim postoje otisci obuće nalik na stare sandale iz iste spilje, koji potječu iz vremena 500 000 godina pr. Kr.
Materijali od kojih se izrađuje obuća su: koža (glavni), guma, drvo, plastika, tekstil, metal, juta.

## Vrste obuće:
- Cipele
- Čizme
- Sandale
- Tenisice
- Balerinke
- Štikle
- Japanke
- Cipele s platformom
- Salonke
- Papuče
- Koledžice
- Mokasinke
- Opanci
- Klompe
- Kopačke
- Klizaljke
- Koturaljke
- Skije
- Peraje
- Borosane
- Dereze

## Galerija
- Plesne cipele
- Čizme
- Klompe
- Tenisice
- Oksfordice
- Mokasine
- Radne cipele
- Srednjovjekovna cipela

## Vanjske poveznice
- Obuća Hrvatska tehnička enciklopedija, portal hrvatske tehničke baštine. LZMK